# SpaceX Crew-10
SpaceX Crew-10 est un vol habité du vaisseau spatial Crew Dragon de SpaceX, effectué en mars-août 2025 et assurant la rotation des expéditions 72 et 73 de la Station spatiale internationale.

## Équipage
Le 1er août 2024, la NASA annonce l'équipage de la mission :
- Commandant : Anne McClain (2),  États-Unis, NASA ;
- Pilote : Nichole Ayers (1),  États-Unis, NASA ;
- Spécialiste de mission 1 : Takuya Onishi (2),  Japon, JAXA ;
- Spécialiste de mission 2 : Kirill Peskov (1),  Russie, Roscosmos.

(Le chiffre entre parenthèses indique le nombre de vols spatiaux effectués par l'astronaute, Crew-10 inclus.)

## Déroulement de la mission
Un premier essai de lancement prévu le 12 mars 2025 est interrompu environ 44–45 minutes avant le décollage en raison d'un problème hydraulique détecté sur un bras de serrage au pas de tir ; la tentative est annulée et repoussée afin d'inspecter le système au sol.
Le lancement a ensuite lieu le 14 mars 2025 à 23 h 03 UTC depuis l'aire de lancement 39A du Centre spatial Kennedy.
Le vaisseau Endurance s'amarre automatiquement au port avant (Harmony forward) de l'ISS le 16 mars 2025 vers 04 h 05 UTC ; l'ouverture des écoutilles et les salutations officielles suivent peu après.
Après près de cinq mois d'opérations à bord (expériences scientifiques, maintenance et relais d'équipage), le vaisseau se détache de l'ISS le 8 août 2025 en soirée UTC. La capsule Dragon amerrit le 9 août 2025 à 8 h 34 heure locale (15 h 34 UTC) dans l'océan Pacifique, au large de la Californie, freinée par l'entrée dans l'atmosphère puis par de grands parachutes.
C'est la première mission de Crew Dragon pour la NASA à amerrir dans le Pacifique, au large de San Diego.